# Gode Herdens kapell
Gode Herdens kapell är ett kapell som tillhör Gottsunda församling i Uppsala stift. Kapellet är inrymt i Ulleråkers sjukhus som ligger i södra utkanten av Uppsala. Det uppfördes efter ritningar av Axel Kumlien och togs i bruk 1882.

## Historik
Historiskt sett är kapellet arvtagare till helgeandshusets kyrka som uppfördes under 1300-talets första decennium och låg där nuvarande Fyristorg finns. Vid stadsbranden 1473 eldhärjades kapellet som återuppfördes vid Dombron. Vid reformationen fick Helgeandshuset behålla större delen av de egendomar som donerats till dess underhåll. 1702 drabbades Uppsala åter av en katastrofal brand då kapellet skonades men övriga lokaler förstördes. Vårdinrättningen återuppbyggdes på en ny plats utmed Valvgatan där Gamla Gillet numera ligger. 1400-talskapellet blev kvar och rustades upp. 1806 fattades ett beslut att flytta all sjukhusverksamhet till kronobränneriets byggnader i Ulleråker. Kapellet såldes och revs. I Ulleråker uppfördes aldrig någon ny kyrkobyggnad utan kapellet inhystes i ett rum i en av de större bränneribyggnaderna. 
Under 1800-talet genomgick Ulleråkersanstalten ett flertal om- och tillbyggnader. En ny byggnad uppfördes 1837 som utökades med flyglar 1838–1841. En långsmal rektangulär kyrksal inrättades i huvudbyggnadens mittparti två trappor upp. 1850 brann den gamla hospitalbyggnaden och sjukhuset flyttades in i staden. Mentalvården stannade kvar och inhystes i den större av de gamla bränneribyggnaderna. Under ledning av arkitekt Axel Kumlien uppfördes det "Nya Hospitalet"  som färdigställdes 1885 och inrymmer nuvarande kapell som färdigställdes 1882.

## Nuvarande kapell
Nuvarande kapell ligger i översta våningen av den utskjutande mittaxeln i huvudbyggnaden på det "Nya Hospitalet" som är Ulleråkers sjukhus. Anläggningen är av putsad sten i nyklassicism med inslag av nyrenässans. Kapellets korparti ligger under ett förhöjt tak med lanternin av trä och sträcker sig mot Fyrisån i öster. Det höga, rundbågiga gavelfönstret är kapellets enda fönster och har en glasmålning från 1959 utförd av syster Marianne Nordström. Till det enskeppiga, salkyrkoformade gudstjänstrummet leder två ingångar från väster. De flankerar en nisch med orgeln. En motsvarande nisch är byggd i koret. Sakristian är belägen en halvtrappa ner vid korets norra sida. Interiören står under tredingstak. Mycket av den ursprungliga inredningen är bevarad: öst- och västnischernas infattningar med pilastrar, listverket, predikstolen, den öppna bänkinredningen samt orgeln och dess fasad. Vid en genomgripande renovering 1959 samt en mindre renovering 1996 har kyrksalen och framför allt korpartiet förändrats.

## Inventarier
- I kyrksalen står en modern ambo och en modern dopfunt.
- I koret står ett nytt altare med krucifix från Oberammergau.
- I en liten träbock i kyrkan hänger en kyrkklocka som göts 1708 av Gerhard Meyer i Stockholm för den gamla kyrkan vid Dombron. Klockan ersatte den klocka som förlorades vid branden 1702.

### Orgel
1856 byggde kantor Daniel Wallenström, Uppsala en mekanisk orgel med slejflådor. 1959 sattes stämman Oktava 2' in i orgeln. 1972-1973 renoverades orgeln av Mads Kjersgaard, Uppsala. Då togs Oktava 2' bort från orgeln. Fasadens stumma pipor gjorde samma år ljudande och blev då en ny Oktava 2' stämma.
| Manual         | Pedal   |
| Dubbelflöjt 8' | Bihängd |
| Wox candida 8' |         |
| Principal 4'   |         |
| Oktava 2'      |         |

### Webbkällor
- Uppgifter från Riksantikvarieämbetets byggnadsregister (Fritt material varifrån denna artikel till viss del är hämtad)
- Gottsunda församling informerar om Gode Herdens kapell